# Секреты (фильм, 1933)
«Секреты» (англ. Secrets) — вестерн 1933 года. Последняя картина Мэри Пикфорд.

## Сюжет
События фильма начинают разворачиваться в 1860-х годах. Магнат Уильям Марлоу собирается отдать свою своенравную дочь Мэри замуж за лорда Херли, но она влюбляется в Джона Карлтона, одного из его работников. Перехватив их любовные послания, Марлоу увольняет Карлтона и продолжает навязывать дочери брак с Херли. Тогда Мэри принимает решение бежать с любимым. В ночь побега они женятся и отбывают вместе с другими первопроходцами на Запад.
На новом месте супруги разводят скот. Вскоре у них рождается сын. Однажды во время отъезда Карлтона в дом Мэри врывается банда угонщиков скота во главе со своим предводителем Хаусером. Угрожая убить сына, они заставляют Мэри накормить их обедом, а затем угоняют скот. На обратном пути Карлтон и его помощник встречают банду и узнают своих животных, однако не решаются вступить с угонщиками в схватку, так как те намного превосходят их по численности.
Когда Карлтону становится известно, что банда Хаусера угрожала смертью его семье, он приходит в ярость и с помощью других ранчеро линчует большую часть банды. Вернувшись, он обнаруживает, что его сын болен, а его дом захвачен Хаусером и оставшимися в живых бандитами. Во время перестрелки с ними ребёнок умирает от лихорадки. Хаусер берёт на прицел Карлтона, но ему на помощь приходит Мэри и убивает бандита.
Проходят годы. Карлтон становится известным политиком и губернатором Калифорнии. Мэри родила ему ещё четверых детей. Благополучие их семьи омрачается, когда обществу становится известно, что у него есть любовница по имени Лолита Мартинес. Она уверяет Мэри, что Карлтон хочет бросить её, но он порывает с Мартинес и просит у супруги прощения. Мэри, добродетельная жена, прощает ему и этот роман, и остальные мелкие интрижки. Затем Карлтона избирают в Сенат. Спустя много лет Карлтон принимает решение оставить политику и вернуться вместе с Мэри в Калифорнию. Их выросшие дети уговаривают их остаться, но что Мэри отвечает им, что каждая супружеская пара хранит свои секреты и предназначенные только для них одних радости.

## В ролях
- Мэри Пикфорд — Мэри Карлтон
- Лесли Говард — Джон Карлтон
- Обри Смит — Уильям Марлоу
- Герберт Эванс — Лорд Херли
- Аллан Сирс — Джейк Хаусер
- Мона Марис — Лолита Мартинес
- Нед Спаркс — «Солнечный Свет»
- Вирджиния Грей — Одри Карлтон в детстве (в титрах не указана)

## Факты
- Производство фильма началось в 1930 году. Его рабочим названием было Твоя навечно, а пару Пикфорд составлял актёр Дон Альварадо. Первоначально режиссёром фильма был заявлен Маршалл Нилан, но Пикфорд уволила его из-за пристрастия к алкоголю и заменила на Фрэнка Борзейги.[1] Негативы того, что успел снять Маршалл, были уничтожены. В 1933 году проект был возобновлён с новым актёрским составом. Сначала главную мужскую роль должен был играть Гари Купер, но в итоге она отошла Лесли Говарду.[2]
- Премьера фильма состоялась 13 марта 1933 года.